# أياندا دلاميني
أياندا دلاميني (بالإنجليزية: Ayanda Dlamini)‏ هو لاعب كرة قدم جنوب أفريقي في مركز الهجوم، ولد في 11 أكتوبر 1984 في أولوندي في جنوب أفريقيا. لعب مع نادي أمازولو.